# سیارک ۱۰۸۷۵
سیارک ۱۰۸۷۵ (به انگلیسی: 10875 Veracini، نامگذاری:1996TG28) ده هزار و هشتصد و هفتاد و پنجمین سیارک کشف شده‌است که در ۷ اکتبر ۱۹۹۶ کشف شد.
قدر مطلق سیارک برابر ۱۴٫۵۰ است.